# 강선

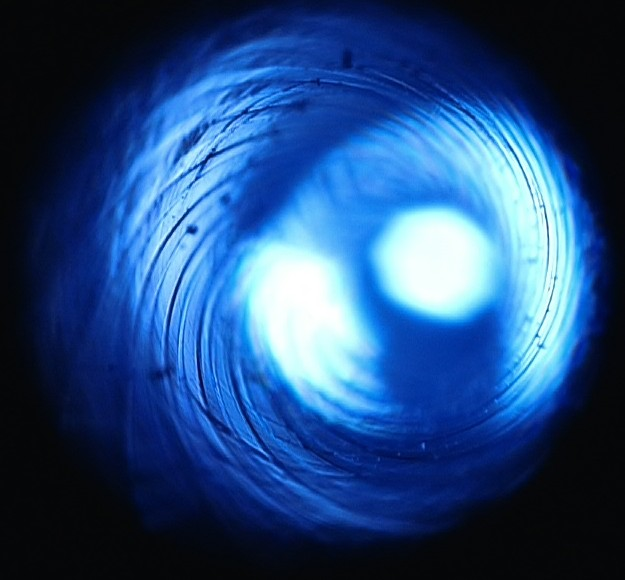
우선(right hand twist) 강선을 가지고 있는 35 구경 레밍턴 소총의 총열

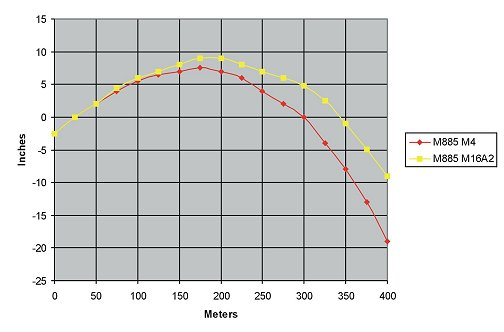
M16A2 소총와 M4 카빈 영점사격시의 M855 탄도

강선(腔線, Rifling)이란 총열 안쪽(총강)의 나선형 홈을 말한다. 탄환은 나선형 홈을 따라 회전하여 회전 관성을 가지게 되고 이로 인해 안정된 탄도를 가지게 된다. 일반적으로 탄환이 무겁고 길수록 더 많은 회전을 주어야 탄도가 안정된다.
일반적으로 탄환을 안정시키는 데 필요한 최소한의 회전을 주는 것이 바람직하다. 필요 이상의 회전을 주게 되면 가변성이 커져 근거리에서 탄환이 나선형으로 움직이게 된다.

## 강선에 대한 오해들
- 탄환의 회전은 탄도를 안정시키기 위한 것일 뿐 탄환의 회전력과 살상력은 관계가 없으며, 강선의 수도 살상력과 관계가 없다.
- 탄환은 처음부터 포물선을 그리며 날아가기 때문에 탄환의 회전으로 인해 직선으로 가던 총알이 떠오르는 일은 없다..

## 같이 보기
- 탄도학
  - 강내 탄도학 (Internal Ballistics)
  - 강외 탄도학 (External Ballistics)
  - 최종 탄도학 (Terminal Ballistics)

## 참고 문헌
- 홍희범 저. '알기쉬운 총 이야기'
- Analysis of M16A2 Rifle Characteristics and Recommended Improvements